# Lyauc
Lyauc, Lavocsafalva románul: Leauț, falu Romániában, Erdélyben, Hunyad megyében.

## Fekvése
Körösbányától északnyugatra fekvő település.

## Története
Lyauc, Lavocsafalva egykor Zaránd vármegyéhez tartozott. Nevét először 1439-ben említette oklevél Lavocsaiafalva néven. 1441-ben, 1445-ben Lewothafalwa néven, mint a világosi vár tartozékát a mai Tyiulesd mellett említették; bizonyára a szomszédos mai Liaucz vagy Láncz értendő; ez 1525-ben Lawch formában szerepelt. Későbbi névváltozatai: 1760–1762 között Lyavecz, 1808-ban Láncz, Lyáncz, 1913-ban Lyauc.
A trianoni békeszerződés előtt Hunyad vármegye Körösbányai járásához tartozott. 1910-ben 247 román, görögkeleti ortodox lakosa volt.

## Nevezetességek
- Szent arkangyalok ortodox templom[1]